# Lars Vilks

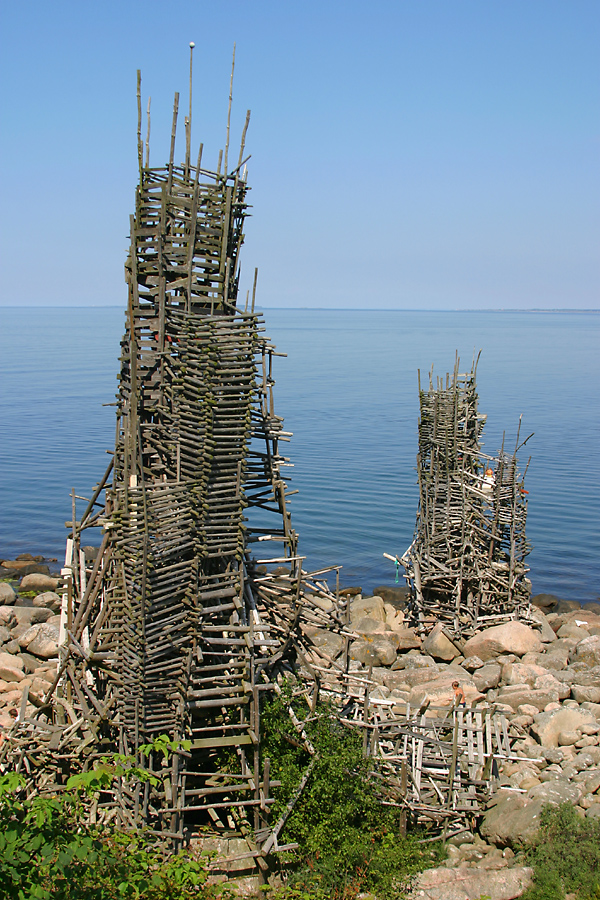
Sculptura în lemn Nimis din Kullaberg

Lars Vilks (API: /ˌlɑːʁs ˈvilːks/, n. 20 iunie 1946, Helsingborg – d. 3 octombrie 2021) a fost un artist suedez. Era doctor în istoria artei și a fost între anii 1999-2003 profesor la Școala de arte și design - Kunst- og designhøgskolen din Bergen.

## Nimis și Arx
Vilks a devenit cunoscut în 1980 prin crearea sculpturilor în lemn Nimis și Arx, care astăzi se află în rezervația naturală Kullaberg în Höganäs, Skåne. În 1996 mica zona cu sculpturile lui Vilks devenea un stat independent numit Ladonia.

## Legături Externe
Materiale media legate de Lars Vilks la Wikimedia Commons
- Lars Vilks’ Weblog
- Muhammed som rondellhund
- "A portrait of the artist as an ardent man"